# Folle, folle, follement heureuse
Singles de Mireille Mathieu
La Paloma adieu
(1973) L'amour oublie le temps
(1974)
Folle, folle, follement heureuse est une chanson de Mireille Mathieu sortie en 1974 sous le label Philips. Le disque de la chanson a atteint en 1974, la 14e place des ventes de 45 tours.